# Kleingebiet Pécs

Lage des Kleingebiets Pécs (rot) im Komitat Baranya

Das Kleingebiet Pécs (ungarisch Pécsi kistérség) war bis Ende 2012 eine ungarische Verwaltungseinheit (LAU 1) innerhalb des Komitats Baranya in Südtransdanubien. Im Zuge der Verwaltungsreform 
Anfang 2013 gingen die Ortschaften fast komplett in den nachfolgenden Kreis Pécs (ungarisch Pécsi járás) über, die Gemeinden Baksa, Tengeri und Téseny wurden dem Kreis Sellye (ungarisch Sellyei járás) zugeordnet.
Auf einer Fläche von 570,83 km² lebten 176.519 Einwohner (Ende 2012). Mit 309 Einwohnern je Quadratkilometer war es das dichtbesiedeltste Kleingebiet im Komitat. Der Verwaltungssitz war Pécs. Die Stadt hat Komitatsrechte und beherbergte 147.719 Einwohner auf 162,77 km². Die Stadt Kozármisleny mit 5.934 Einwohnern war die zweitgrößte Ortschaft im Kleingebiet.

## Ortschaften
Diese 39 Ortschaften gehörten zum Kleingebiet Pécs:
| Abaliget     | Aranyosgadány | Áta          | Bakonya   | Baksa        |
| Birján       | Bogád         | Bosta        | Cserkút   | Egerág       |
| Ellend       | Görcsöny      | Gyód         | Husztót   | Keszü        |
| Kisherend    | Kovácsszénája | Kozármisleny | Kökény    | Kővágószőlős |
| Kővágótöttös | Lothárd       | Magyarsarlós | Nagykozár | Ócsárd       |
| Orfű         | Pécs          | Pécsudvard   | Pellérd   | Pogány       |
| Regenye      | Romonya       | Szalánta     | Szemely   | Szilvás      |
| Szőke        | Szőkéd        | Tengeri      | Téseny    |              |